# 1948 aux échecs
| Années des échecs : 1945 - 1946 - 1947 - 1948 - 1949 - 1950 - 1951    |
| Décennies des échecs : 1910 - 1920 - 1930 - 1940 - 1950 - 1960 - 1970 |

Cet article présente les faits marquants de l'année 1948 aux échecs.

## Événements majeurs
Mikhaïl Botvinnik remporte le Championnat du monde d'échecs 1948 qui est disputé dans deux villes : à La Haye et à Moscou.

## Championnats nationaux
- Argentine : Julio Bolbochán remporte le championnat[1],[2]. Chez les femmes, Paulette Schwartzmann s’impose.
- Autriche : Karl Galia remporte le championnat[3], pas de tournoi féminin[4].
- Belgique : Paul Devos remporte le championnat[5]. Chez les femmes, pas de championnat[6].
- Brésil : Walter Cruz remporte le championnat[7].
- Canada : Pas de championnat[8].
- Écosse : William Fairhurst remporte le championnat[9]
- Espagne : Francisco José Pérez remporte le championnat [10].
- États-Unis : Herman Steiner remporte le championnat[Note 1],[11]. Chez les femmes,Gisela Kahn Gresser et Mona May Karff s’imposent[12].
- Finlande: Aarne Ilmari Niemalä remporte le championnat[13].
- France : Nicolas Rossolimo remporte le championnat [14]. Chez les femmes, pas de championnat[15].

- Pays-Bas : Max Euwe remporte le championnat[16]. Chez les femmes, c’est Fenny Heemskerk qui s’impose.
- Pologne : Kazimierz Makarczyk remporte le championnat[17].
- Royaume-Uni : Reginald Broadbent remporte le championnat[18].

- Suisse : Martin Christoffel remporte le championnat [19]. Chez les dames, c’est Elisabeth Schild qui s’impose[20].
- RSS d'Ukraine : Alekseï Sokolski remporte le championnat[21],[22], dans le cadre de l’U.R.S.S.. Chez les femmes, Lyubov Kohan s’impose[23].
- RFP Yougoslavie : Svetozar Gligoric et Vasja Pirc remportent le championnat[24],[25]. Chez les femmes, Lidija Timofejeva s’impose.

## Divers
- Écriture du programme de Turochamp, premier programme jouant aux échecs, mais il n'existe pas encore d'ordinateur assez puissant pour le faire fonctionner.

## Naissances
- Robert Hübner

## Nécrologie
- 6 mai : Florence Hutchison-Stirling (en)
- 18  novembre : Frédéric Lazard
- 24 décembre : Oscar Tenner (en)
- 31 décembre : Valerian Onițiu (en)